# バクトゥン

バクトゥン (キリグア石碑C)

バクトゥンは、長期暦で、20カトゥン、400トゥン、144000キンの期間に相当する単位である。グレゴリオ暦で約394年に相当する。
バクトゥンは、地上の柱を支える2柱のバカブ神の図像で描かれることが多い。9バクトゥンの終了（435年）は、ワシャクトゥンやオシュペムルなどの都市の支配者が祝っている。
マヤ文明では「13」という数に特別な意味があることなどから13バクトゥンの終了を大きな周期の区切りとする見方があり、2012年人類滅亡説では紀元前3114年頃から始まりこの13バクトゥンが終了するとされる2012年12月21日〜23日（GMT対照法による）を終末論と結びつけている。
現存するメソアメリカの碑文の長期暦の日付のうち、最古のものはバクトゥンの数字が7、最新のものは10である。長期暦の元期を先発グレゴリオ暦の紀元前3114年8月11日とした場合、各バクトゥンの日付は以下のようになる。
- 7.0.0.0.0 = 紀元前354年6月3日
- 8.0.0.0.0 = 41年9月5日
- 9.0.0.0.0 = 435年12月9日
- 10.0.0.0.0 = 830年3月13日
- 11.0.0.0.0 = 1224年6月15日
- 12.0.0.0.0 = 1618年9月18日
- 13.0.0.0.0 = 2012年12月21日

西洋人がはじめてマヤ人と接触した16世紀には長期暦はすでに使われておらず、当時使われていた短期暦にはバクトゥンにあたる単位は存在しなかった。バクトゥンというのはマヤの伝統的な名称ではなく、19世紀の碑文研究者によって考案された術語である。古典期のマヤ人は文字通りには「束」を意味するピフ(pih)という名前で呼んでいた。